# Croix de Verrières
La croix de Verrières est une croix de chemins située à Neydens, en France.

## Localisation
La croix est située dans le département français de la Haute-Savoie, sur la commune de Neydens.
Plus précisément elle se situe dans le village de Neydens, sur la place, en face de l'église et de la mairie
Elle est mentionnée sur la carte au 1:25 000 de l'IGN : Mont Salève - St-Julien-en-Genevois - Annemasse (no 3430 OT) dans le village de Neydens avec l'indication « Crx ».

## Description
Elle est constituée de deux pierres arrondies, vraisemblablement en molasse, abondante dans la région et présente une décoration ainsi qu'une inscription et la date de 1780.

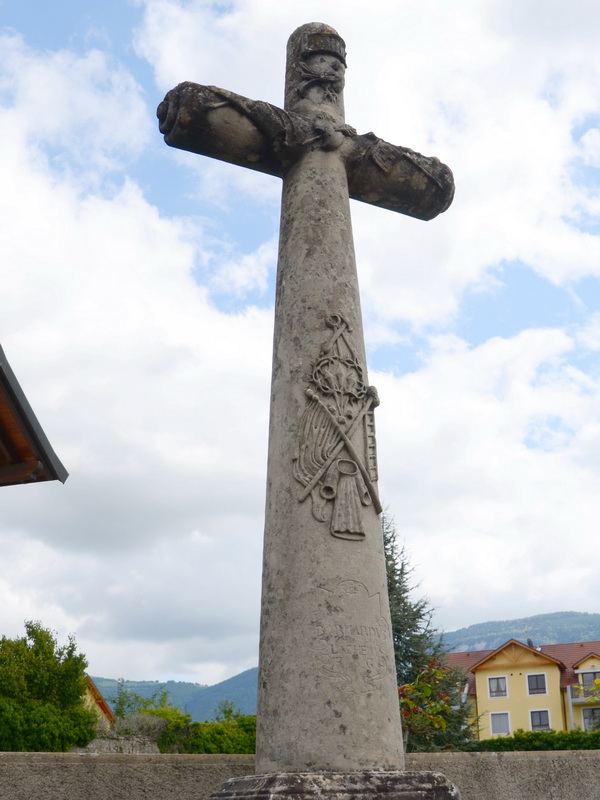
Vue rapprochée de la croix
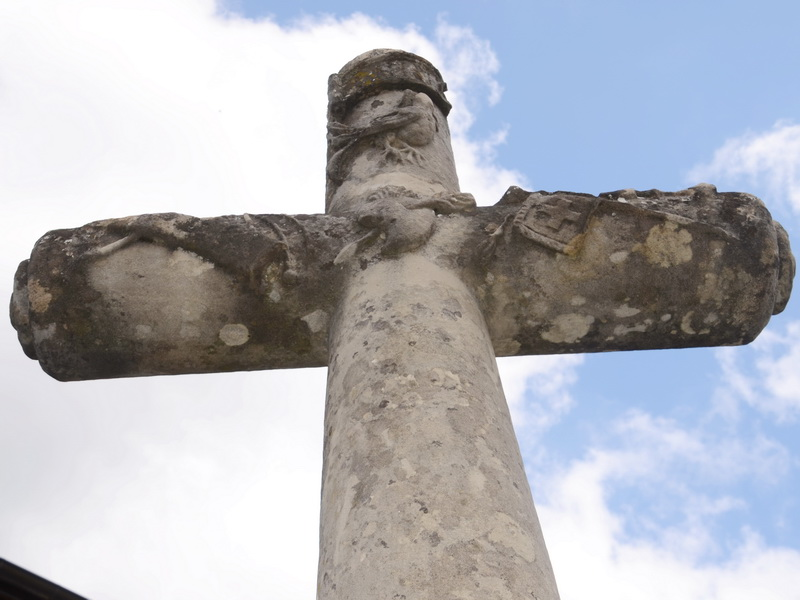
Vue détaillée
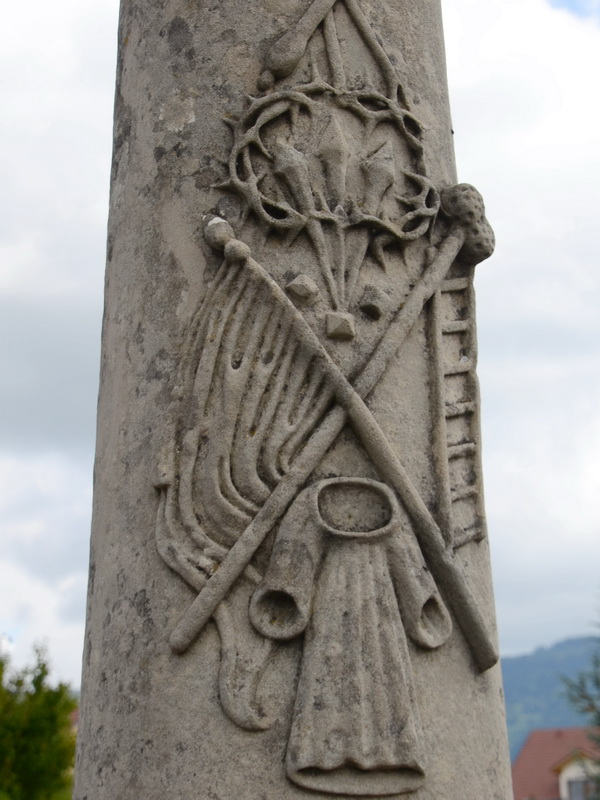
Décoration
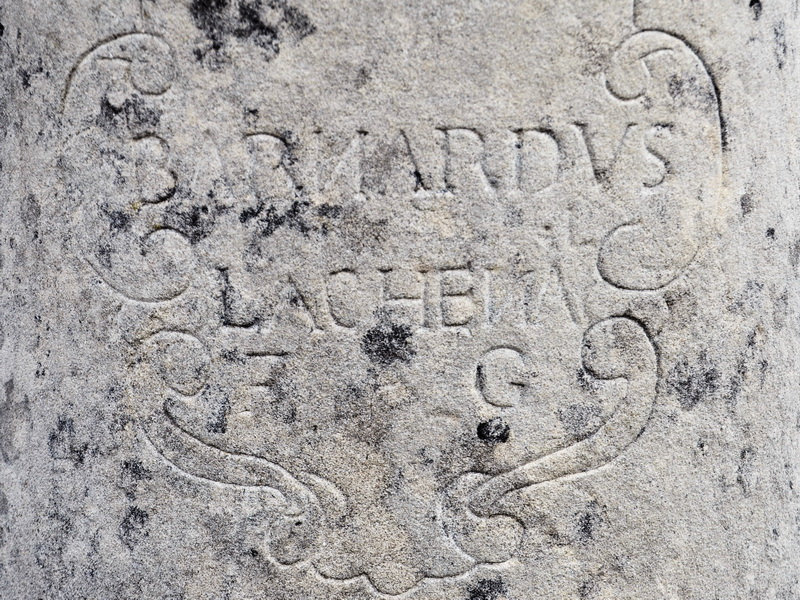
Inscription
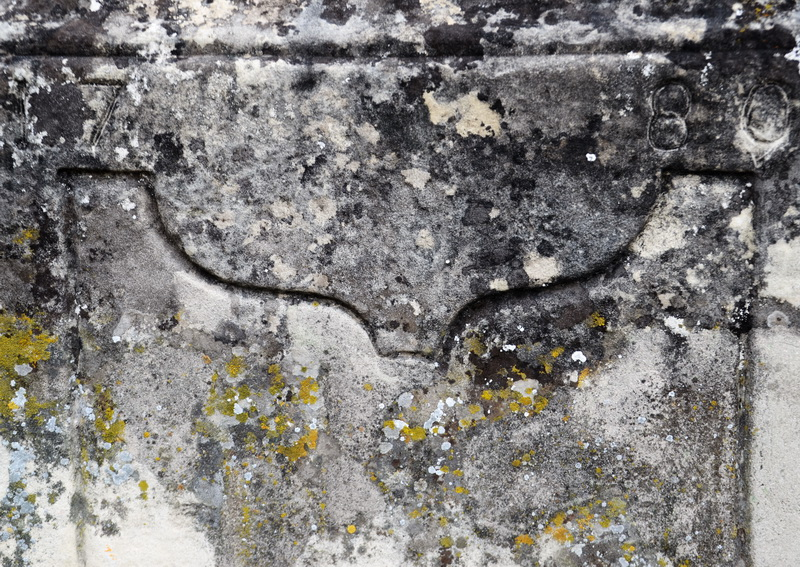
Inscription datée

## Historique
L'édifice est inscrit au titre des monuments historiques en 1950.